# کوپر، مالاکند
کوپر (به انگلیسی: Koper) یک منطقهٔ مسکونی در پاکستان است که در خیبر پختونخوا واقع شده‌است.